# Józef Burniewicz (zm. 1848)
Józef Burniewicz (ur. ok. 1782 w Pondrowie, zm. 16 lipca 1848 w Paryżu) – oficer powstania listopadowego, marszałek szlachty powiatu szawelskiego.

## Życiorys
1 maja 1811 wstąpił do ułanów Księstwa Warszawskiego. W latach 1812–1813 uczestniczył w kampaniach Napoleona, a 20 września 1813 otrzymał Legię Honorową.
Do powstania listopadowego przystąpił jako naczelnik powstania szawelskiego. 12 czerwca 1831 uzyskał stopień majora, następnie wycofał się z Litwy do Warszawy, gdzie otrzymał dyplom „Dobrze zasłużonego Ojczyźnie”. 4 października 1831 odznaczony Krzyżem Złotym Orderu Virtuti Militari nr 3717.
5 października 1831 przeszedł do Prus. Z Kłajpedy dotarł do Calais, a stamtąd 1 grudnia 1832 do Paryża. Został skierowany do zakładu w Bourges, a po jego rozwiązaniu pozostał w departamencie Cher. Stamtąd 15 grudnia 1834 przeniósł się do Maux w departamencie Seine-et-Marne, skąd 2 sierpnia 1841 wyjechał do Château-Thierry. 13 maja 1844 uznał przywództwo Czartoryskiego. Uczestniczył w wydarzeniach Wiosny Ludów i w kwietniu 1848 przybył do Paryża.
Został pochowany na cmentarzu Montmartre.